# Каран-Бішинди
Кара́н-Бішинди́ (рос. Каран-Бішинды, башк. Ҡаран-Бишенде) — присілок у складі Туймазинського району Башкортостану, Росія. Входить до складу Верхньобішиндинської сільської ради.
Населення — 168 осіб (2010; 138 у 2002).
Національний склад:
- башкири — 94 %